# サンパウロ、世界で最も有名な娼婦
『サンパウロ、世界で最も有名な娼婦』（ - せかいでもっともゆうめいなしょうふ、Bruna Surfistinha）は2011年のブラジルの伝記映画。客との性関係を赤裸々に紹介したブログで世界的に有名になったブラジルの娼婦「Bruna Surfistinha」こと本名ハケウ・パシェーコの自伝『O Doce Veneno do Escorpião — O Diário de uma Garota de Programa』を原作としている。日本では劇場未公開だが、DVDが発売されている。

## ストーリー
18才、ハイスクールで学ぶ主人公ラクエルは、ある日学校で人気者の男子学生に声をかけられ家に行ってしまう。そこでフェラチオを強制されたため、怒って帰ったところ、フェイスブックから行為の写真を学校中にばらまかれてしまう。育ての親には愛されていたが、何かと理由をつけて見下す兄とそりが合わず、学校にも家にも居場所がなくなったラクエルは、夜中に家を飛び出し、そのまま娼館に住み込みの契約で娼婦となる。源氏名はブルーナ。最初の客が彼女をバックで犯したとき、彼女は自分の中の自分を殺した。気に入った客については、お金をとらなかった。若くナイスバディで、客を差別しない彼女がトップの娼婦になるのに時間はかからなかった。娼婦の中にはいろいろな事情を抱えたものが寄り集まっていた。コカインに溺れる者、金品をくすねる者、息子を抱えた者、中には後に彼女の親友となるガブリエルもいた。彼女の魅力は、運転免許証の提示を求めて来た警官さえ落とすほどだった。それらの自信が彼女を高慢にさせ、ある日支配人が麻薬の小袋をもって怒鳴り込んできたとき、「外でも自分なら一人でやっていける」自信をもつ彼女は娼婦仲間をかばいコカインの所有者が自分であると告白してしまう。彼女はその場から追い出され、彼女に付いて辞めたガブリエルとともに娼婦の自営業をはじめる。賢い彼女はブログで客集めをはじめ、マネジメント能力に長けたガブリエルと彼女は人気の店を築き上げて行く。

## キャスト
- ラクエル/ブルーナ - デボラ・セッコ（ポルトガル語版）： 娼婦。
- ウジソン - カシオ・ガブス・メンデス（ポルトガル語版）： ブルーナの最初の客。
- ジャニーヌ - ファビウラ・ナシメント（ポルトガル語版）： 子持ちのベテラン娼婦。
- ガブリエル - クリスティーナ・ラゴ（ポルトガル語版）： ブルーナの娼婦仲間。
- キャロル - グタ・ルイス（ポルトガル語版）： 金持ちの愛人。
- ラリッサ - ドリカ・モラエス（ポルトガル語版）： 売春宿の女主人。